# Remo Forrer
Remo Forrer, né le 5 septembre 2001 à Hemberg (canton de Saint-Gall), est un chanteur suisse.
Il remporte la troisième saison de l'émission télévisée The Voice of Switzerland en 2020 et a également participé à l'émission télévisée allemande I Can See Your Voice[Quand ?]. Il représente la Suisse au Concours Eurovision de la chanson 2023.

## Biographie
Remo Forrer habite à Hemberg, dans le canton de Saint-Gall. Il s'intéresse à la musique depuis sa plus tendre enfance, ce qui l'amène à apprendre à jouer de la flûte, de l'accordéon et du piano. Il effectue un stage en tant que spécialiste de la vente au détail dans un magasin d'articles de sport.

## Concours Eurovision de la chanson
Le 20 février 2023, Remo Forrer est annoncé comme représentant suisse au Concours Eurovision de la chanson 2023 par la chaîne publique SRG,. Sa chanson sort le 7 mars. Lors de la finale le 13 mai, il termine à la 20e place avec 92 points.